# Casa geografului L. S. Berg (Tighina)
Casa geografului L. S. Berg este o clădire amplasată pe str. Moskovskaia, 47 în Tighina, Republica Moldova. Este un monument istoric și arhitectural de importanță națională inclus în Registrul monumentelor Republicii Moldova ocrotite de stat cu nr. 3 (municipiul Tighina).